# Dietopsa parnassia
Espèce
Synonymes
- Dietopsis parnassia Simon, 1895

Dietopsa parnassia est une espèce d'araignées aranéomorphes de la famille des Thomisidae.

## Distribution
Cette espèce est endémique d'Inde.

## Description
La femelle subadulte holotype mesure 6 mm.

## Publication originale
- Simon, 1895 : Histoire naturelle des araignées. Paris, vol. 1, p. 761-1084 (texte intégral).